# اسلام‌آباد (مرکزی هامون)
اسلام‌آباد، روستایی در دهستان لوتک بخش مرکزی شهرستان هامون در استان سیستان و بلوچستان ایران است

## پیشینه نام
بنیان‌گذار اسلام‌آباد مولانا محمدگل حسن‌زئی بوده است. وجه تسمیه این دهستان به نام اسلام‌آباد نیز مربوط به فعالیت‌های اسلامی مولانا محمدگل در این منطقه بوده و نام‌گذاری این منطقه توسط خود وی انجام گرفته‌است.

## جمعیت
بر پایه سرشماری عمومی نفوس و مسکن در سال ۱۳۹۵، جمعیت این روستا برابر با ۲٬۱۸۷ نفر (۵۲۲ خانوار) بوده است.